# هاري شامبيرس
هاري شامبيرس (بالإنجليزية: Harry Chambers) (17 ديسمبر 1896 في المملكة المتحدة - 29 يونيو 1949 في المملكة المتحدة) هو لاعب كرة قدم إنجليزي في مركز الهجوم. شارك مع منتخب إنجلترا لكرة القدم. أما مع النوادي، فقد لعب مع نادي ليفربول ونادي هيرفورد ووست بروميتش ألبيون وOakengates Athletic F.C. ‏.

## وصلات خارجية
- هاري شامبيرس على موقع ناشيونال فوتبول تيمز (الإنجليزية)